# Marilyn Perkins Biery
Marilyn Perkins Biery (* 1. Juli 1959 in Elmhurst/Illinois) ist eine US-amerikanische Kirchenmusikerin und Komponistin.
Die Tochter eines presbyterianischen Pastors hatte ersten Orgelunterricht bei Norma Washburn Kentner in Sandwich/Illinois und studierte Orgel bei Richard Enright und Grigg Fountain an der Northwestern University (Bachelor und Master) sowie an der University of Minnesota (Doctor of musical Arts im Fach Orgel). 1982 war sie Finalistin beim nationalen Orgelwettbewerb der American Guild of Organists (AGO).
Von 1986 bis 1996 war sie Musikdirektorin an der First Church of Christ in Hartford, Connecticut, danach bis 2010 an der Cathedral of St. Paul in St. Paul, Minnesota. Daneben wirkte sie auch als Interimsvertreterin an der Royal Oak First United Methodist Church in Michigan. 2012 wurde sie zur musikalischen Leiterin an die Metropolitan United Methodist Church in Detroit berufen. Mehrere Jahre leitete sie die National Young Artist Competition in Organ Performance der AGO.
Biery spielte u. a. Uraufführungen von Werken der Komponisten Libby Larsen, David Evan Thomas, Stephen Paulus, Pamela Decker, James Hopkins, Harold Stover, Frank Ferko, Emily Maxson Porter und Stephen Paulus. Sie war Gründerin und Herausgeberin der Reihe Concert Organ Music bei MorningStar Music Publishers und veröffentlichte Artikel bei The American Organist und The Diapason. Neben Chorwerken (teils gemeinsam mit ihrem Ehemann, dem Kirchenmusiker James Biery) komponierte Biery auch einige kirchenmusikalische Orgel- und Klavierstücke.